# Dvoljušturci
Dvoljušturci (lat. Ostracoda), razred rakova u nadrazredu Oligostraca. danas se dijele na 4 živa podrazreda i dva fosilna.

## Podrazredi
- Subclass Archaeocopa †
- Subclass Metacopa Sylvester-Bradley, 1961 †
- Subclass Myodocopa G.O. Sars, 1866
- Subclass Palaeocopa Henningsmoen, 1953
- Subclass Platycopa Sars, 1866
- Subclass Podocopa G.O. Sars, 1866